# Liste der klassischen Experimente in der Psychologie

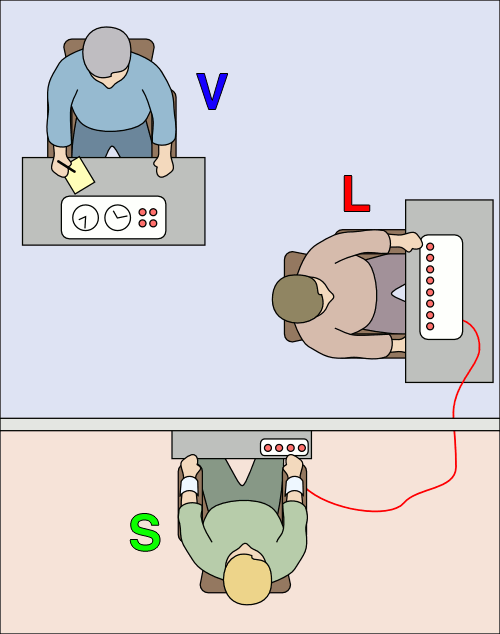
Zu den bekanntesten psychologischen Experimenten gehört das Milgram-Experiment (1962)

Die ersten klassischen Experimente in der Psychologie stammen aus dem 19. Jahrhundert. In diesem Jahrhundert entwickelte sich die Psychologie zu einer empirischen Wissenschaft. Die Erforschung psychologischer Phänomene, die den wissenschaftlichen Anforderungen genügen, begann mit der Gründung des Instituts für experimentelle Psychologie im Jahre 1879 durch Wilhelm Wundt an der Universität Leipzig. Der russische Physiologe Iwan Petrowitsch Pawlow führte bereits zu Beginn des 20. Jahrhunderts das mit einem Nobelpreis ausgezeichnete Tierexperiment Pawlowscher Hund durch, bei dem er zufällig den Wirkmechanismus der klassischen Konditionierung entdeckte.
Das psychologische Experiment weist im Vergleich mit anderen naturwissenschaftlichen Experimenten durch die in der Regel nicht quantifizierten Hypothesen (oft nur eine Hypothese), die besonderen statistischen Verfahren und durch die Besonderheiten der Untersuchungs-„Objekte“ einige zusätzliche Aspekte auf. Einige der angeführten Versuche am Menschen gelten heute als ethisch nicht vertretbar und würden in der Art nicht wiederholt werden. Für Methoden der Forschung an Lebewesen gibt es heute zuständige Ethikkommissionen. In einigen Fällen sind auch die Ergebnisse der Experimente umstritten, etwa weil sie nicht ohne weiteres repliziert werden konnten oder später wichtige Moderatoren der Einflüsse gefunden wurden.

## Liste der klassischen Experimente
Die klassischen Experimente der Psychologie sind in chronologischer Reihenfolge vom 19. Jahrhundert bis zum heutigen Tag aufgeführt.

### Experimente bis zum Jahr 1925
| Bezeichnung                                                                          | Autoren / Datum                                                     |
| ------------------------------------------------------------------------------------ | ------------------------------------------------------------------- |
| Experimente zum Ringelmann-Effekt (Gruppenleistung)                                  | Maximilian Ringelmann (1882), später Bibb Latané (1979)             |
| Experimente zur sozialen Aktivierung (Social facilitation)                           | Norman Triplett (1897), Gordon Allport (1920), Robert Zajonc (1965) |
| Halo-Effekt oder Hof-Effekt (Attraktivitätsforschung, Wahrnehmungsfehler)            | Edward Lee Thorndike (1920)                                         |
| Little-Albert-Experiment (Möglichkeit der klassischen Konditionierung beim Menschen) | John B. Watson und Rosalie Rayner (1920)                            |

### Experimente bis zum Jahr 1950
| Bezeichnung | Autoren / Datum                                                   |
| --- | ----------------------------------------------------------------- |
| Experimente zum Einstellungs-diskrepanten Verhalten                                                                  | Richard LaPiere (1934)                                            |
| Verfahren zur Messung der individuellen Interferenzneigung bei der Farb-Wort-Interferenz (sogenannter Stroop-Effekt) | J. Ridley Stroop (1935)                                           |
| Untersuchung zum autokinetischen Effekt (Optische Täuschung)                                                         | Muzafer Sherif (1935, 1936) und Mausner (1954)                    |
| Hawthorne-Experimente (Entdeckung des Hawthorne-Effekts)                                                             | Fritz Roethlisberger und W. J. Dickson (1939)                     |
| Experimente zum Verhalten in Gruppen (Gruppenleiter vs. Gruppen-Mitglieder)                                          | Ronald O. Lippitt und Ralph K. White (1943)                       |
| Barnum-Effekt auch Forer-Effekt (Täuschung durch persönliche Validierung)                                            | Bertram R. Forer (1948)                                           |
| Experimente zum Meinungswandel (Abhängigkeit der Meinungsänderung von einseitigen bzw. zweiseitigen Mitteilungen)    | Carl I. Hovland, Arthur A. Lumsdaine und Fred D. Sheffield (1949) |

### Experimente bis zum Jahr 1975
| Bezeichnung | Autoren / Datum                                                                              |
| --- | -------------------------------------------------------------------------------------------- |
| Yale-Ansatz zur Einstellungsänderung (Wirkungen von Persuasiver Kommunikation auf die Einstellungen von Menschen. Kommunikativer Einfluss und Glaubwürdigkeit; sogenannter Sleeper-Effekt) | Carl I. Hovland und Walter Weiss (1951)                                                      |
| Konformitätsexperiment (Konformes Verhalten als Folge von normativem sozialem Einfluss) | Solomon Asch (1951)                                                                          |
| Furchtappell-Experiment (Wirkung furchterregender Kommunikation, sogenannte Furchtappelle)                                                                                                 | Irving L. Janis und Seymour Feshbach (1953)                                                  |
| Experiment zur Konformität | Richard Crutchfield (1955)                                                                   |
| Greenspoon-Experiment (Versuch zum verbalen operanten Konditionieren, sogenannter Greenspoon-Effekt)                                                                                       | Joel Greenspoon (1955)                                                                       |
| Experimente zum Einfluss auf individuelles Urteilen | Morton Deutsch und Harold B. Gerard (1955)                                                   |
| Experimente zur Genese von Kooperation (Wirkung von Bestrafung und Belohnung in einem sogenannten Gefangenendilemma)                                                                       | Joseph B. Sidowski, L. Benjamin Wyckoff und Leon Tabory (1956)                               |
| Ferienlagerexperimente (Konflikte zwischen Gruppen – Robbers Cave-Experiment) | Muzafer Sherif & Carolyn Sherif (1954, 1956, 1966)                                           |
| Experimente zur Konditionierung von Einstellungen | Arthur W. Staats und Carolyn K. Staats (1957, 1958)                                          |
| Experimente zur Wirkung von Drohung auf interpersonelles Verhandeln | Morton Deutsch und Robert Krauss (1960)                                                      |
| Experimente zum Risikoschub-Phänomen (Zur Verantwortung und Risikobereitschaft in individuellen und Gruppen-Situationen)                                                                   | James A. F. Stoner (1961) und Michael A. Wallach, Nathan Kogan und Daryl J. Bem (1962, 1964) |
| Milgram-Experiment (Gehorsamsexperiment) | Stanley Milgram (1962)                                                                       |
| Experiment zur Zwei-Faktoren-Theorie der Emotion | Stanley Schachter und Jerome Singer (1962)                                                   |
| Rosenthal-Effekt bzw. Versuchsleiter-Erwartungs-Effekt | Robert Rosenthal (1965)                                                                      |
| Experimente zum Meinungswandel (Abhängigkeit von der Glaubwürdigkeit des Kommunikators) | Elliot Aronson, Judith A. Turner und J. Merrill Carlsmith (1963)                             |
| Experimente zur Konformität und zum Einstellungswandel | Philip Zimbardo, Matisyohu Weisenberg, Ira Firestone und Burton Levy (1965)                  |
| Experimente zur Veränderung von Gruppenstrukturen | Alex Bavelas, Albert H. Hastorf, Alan E. Gross und W. Richard Kite (1965)                    |
| Bobo-doll-Experimente (darunter Rocky-Experiment, Lernen und Übernahme imitativer Verhaltensweisen, sogenanntes „Modell-Lernen“)                                                           | Albert Bandura (1961, 1963, 1965)                                                            |
| Experiment zur Wahrnehmung des eigenen Aktivierungsgrades (sogenannter Valins-Effekt) | Stuart Valins (1966)                                                                         |
| Experiment zur „Foot-in-the-door“-Technik | Jonathan L. Freedman und Scott C. Fraser (1966)                                              |
| Experiment zum „Fundamentalen Attributionsfehler“ | Edward E. Jones und Victor A. Harris (1967)                                                  |
| Sozialexperiment zur Demonstration faschistischer Bewegungen (The Third Wave) | Ron Jones (1967)                                                                             |
| Simon-Effekt zur Verarbeitungsgeschwindigkeit bei kompatiblen und inkompatiblen Reiz-Reaktionsanordnungen                                                                                  | J. Richard Simon und Alan P. Rudell (1967)                                                   |
| Experiment zur Abschiebung eigener Verantwortung (Verantwortungsdiffusion) | John M. Darley und Bibb Latané (1968)                                                        |
| Aufschieben von Belohnungen (Marshmallow-Test bzw. Belohnungsaufschub-Paradigma) | Walter Mischel (1968)                                                                        |
| Experimente zum Minoritäteneinfluss (Einfluss einer konsistenten Minorität auf das Verhalten einer Majorität)                                                                              | Serge Moscovici, Lage, Naffrechoux (1969); vorher von Solomon Asch                           |
| Experiment zum Bumerang-Effekt und zur Reaktanz | Stephen Worchel und Jack W. Brehm (1970)                                                     |
| Dr.-Fox-Experiment (Einfluss von Erwartungen auf die Beurteilung eines Vortrags) | Donald H. Naftulin, John E. Ware, Frank A. Donnelly (1970)                                   |
| Fremde-Situations-Test (1970) (Experimente zur Bindungsqualität) | Mary Ainsworth                                                                               |
| Stanford-Prison-Experiment (Erforschung menschlichen Verhaltens unter den Bedingungen der Gefangenschaft)                                                                                  | Philip Zimbardo (1971)                                                                       |
| Rosenhan-Experiment (Zuverlässigkeit der psychiatrischen Diagnose von Patienten) | David Rosenhan (1972)                                                                        |
| Experiment zur Konnotation von Arousal, Misattribuierung (Angst als Lust oder Verliebtheit interpretieren) „Brückenexperiment“                                                             | Donald Dutton und Arthur Aron (1974)                                                         |
| Experiment zur erlernten Hilflosigkeit | Martin Seligman (1975)                                                                       |

### Experimente bis zum Jahr 2000
| Bezeichnung | Autoren / Datum                                                                                        |
| --- | --- |
| Experiment zur Beeinflussung der Wahrnehmung eines akustischen Sprachsignals (sogenannter McGurk-Effekt)                                  | Harry McGurk (1976)                                                                                    |
| Donald-Experiment zu Priming und Eindrucksbildung                                                                                         | E. Tory Higgins, William S. Rholes und Carl R. Jones (1977)                                            |
| Libet-Experiment | Benjamin Libet (1979)                                                                                  |
| Ultimatumspiel zu Altruismus und Egoismus                                                                                                 | Werner Güth (1982)                                                                                     |
| Experimente zum Verständnis falschen Glaubens („Maxi und die Schokolade“-Paradigma)                                                       | 1. David Premack & Guy Woodruff (1978), 2. Heinz Wimmer und Josef Perner (1983)                        |
| Besitztumsexperimente (sog. Endowment-Effekt)                                                                                             | Richard Thaler (1980) und Daniel Kahneman (1991)                                                       |
| Experiment zum Gedächtnis für Schema-inkonsistente Information                                                                            | Charles Stangor und David McMillan (1992)                                                              |
| Experimente zur Unmöglichkeit der Gedankenunterdrückung (Ironische Prozesse)                                                              | Daniel Wegner (1994)                                                                                   |
| Experiment zur unbewussten Verhaltenssteuerung durch Priming                                                                              | John A. Bargh, Mark Chen und Lara Burrows (1996)                                                       |
| Experiment zur Aggression nach Beleidigung (culture of honor in den US-amerikanischen Südstaaten)                                         | Dov Cohen, Brian F. Bowdle, Richard E. Nisbett und Norbert Schwarz (1996)                              |
| Experimente zur dualen Informationsverarbeitung: 1. Elaboration Likelihood Model sowie 2. Heuristic Systematic Model                      | 1. nach Richard E. Petty und John T. Cacioppo (1986); 2. nach Alice H. Eagly und Shelly Chaiken (1998) |
| Impliziter Assoziationstest (Verfahren zur Messung von Assoziationsstärken zwischen mentalen Repräsentationen von Objekten im Gedächtnis) | Anthony E. Greenwald, Debbie E. McGhee und Jordan K. Schwartz (1998)                                   |